# Cesareia (Israel)

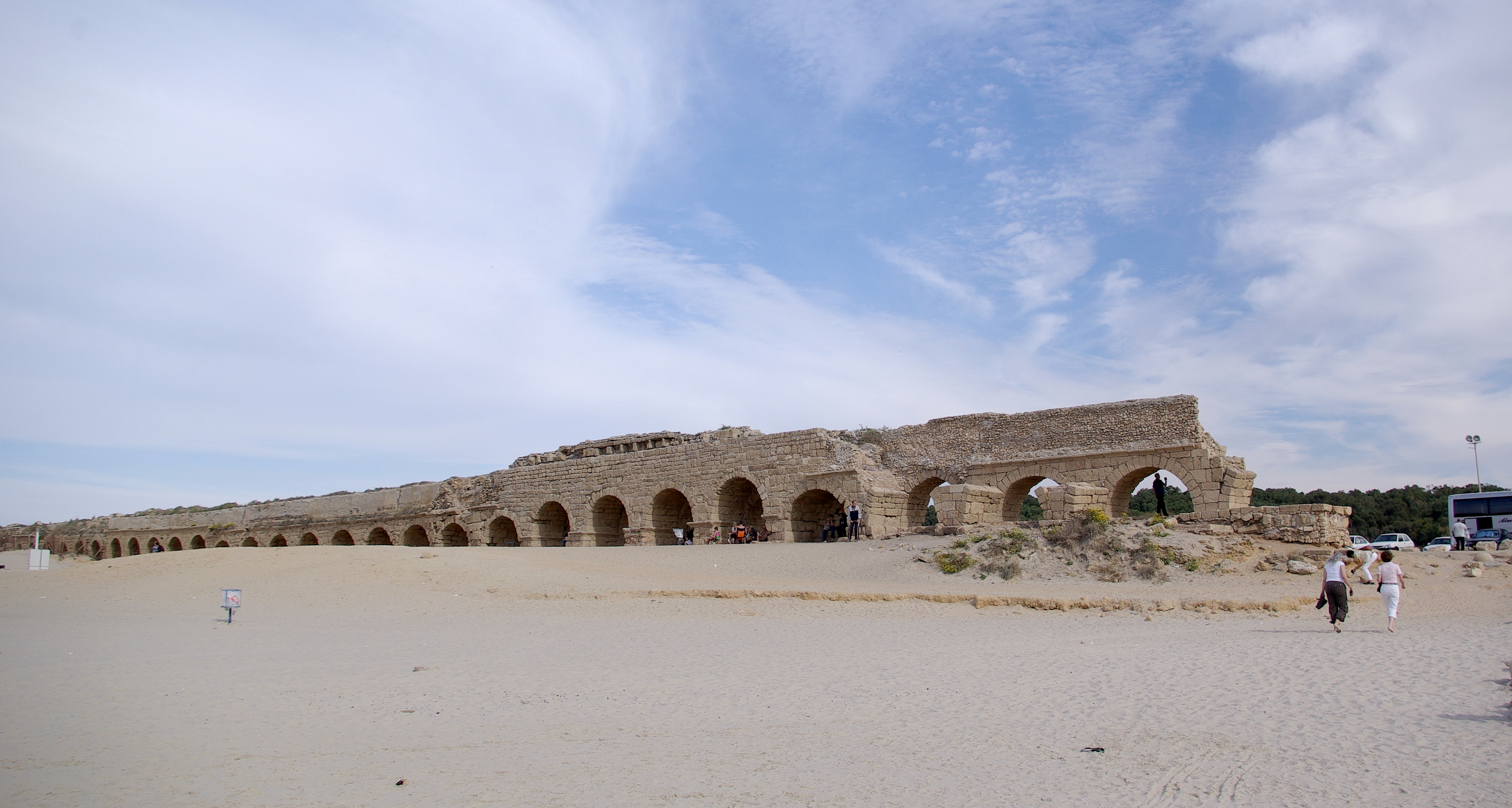
O aqueduto na praia de Cesareia.

Cesareia (em hebraico: קיסריה‎, transl.: Qesarya; em árabe: قيسارية‎, transl.: Kaysaria) é uma cidade de Israel nos arredores de Cesareia Marítima, a antiga cidade portuária. Encontra-se a meio caminho entre Tel Aviv e Haifa (45 km), no litoral mediterrâneo de Israel, próximo a Hadera. Com uma população de 4 500 habitantes (2007), Cesareia é a única comunidade israelense administrada por uma entidade privada, a Corporação de Desenvolvimento de Cesareia.